# Accident (Alfred Hitchcock présente)
Pour les articles homonymes, voir Accident (homonymie).
Accident est le 7e épisode de Alfred Hitchcock présente, d'Alfred Hitchcock, diffusé pour la première fois le 13 novembre 1955 sur CBS.

## Synopsis
William Calley est un homme d'affaires de Floride. L'un de ses employés récemment renvoyé, Hubka, l'appelle et tente de le faire changer d'avis. Hubka pleure même au téléphone mais cela ne fait qu'irriter davantage Calley, qui considère les larmes comme une marque de faiblesse. Calley part pour New York mais sa voiture est écrasée par un tracteur. Toujours conscient, il se rend compte avec horreur qu'il est paralysé, et ne peut ni parler ni bouger. Un groupe de prisonniers en fuite pille sa voiture et lui vole des objets personnels. Le shérif arrive et est persuadé de la mort de Callew. Ce dernier est conduit à la morgue, toujours incapable de signaler qu'il est en vie. Ce n'est qu'au dernier moment qu'il réussit, en pleurant, à attirer l'attention : les larmes qu'il n'avait pas pardonnées à Hubka lui sauvent la vie.

## Équipe technique
- Titre : Accident
- Titre original : Breakdown
- Réalisation : Alfred Hitchcock
- Scénario : Francis Cockrell et Louis Pollock, d'après l'histoire de Louis Pollock
- Photographie : John L. Russell Jr.
- Direction artistique : Martin Obzina
- Décors : James S. Redd
- Supervision musicale : Stanley Wilson
- Montage : Richard G. Wray et Edward W. Williams
- Costumes : Vincent Dee
- Assistant réalisateur : James Hogan
- Production : Alfred Hitchcock, Joan Harrison (assoc.) (Shamley productions)
- Durée : 25 minutes
- Tournage : du 7 au 10 septembre 1955

## Distribution
- Joseph Cotten : William Callew
- Raymond Bailey : Ed Johnson
- Forrest Stanley : Hubka
- Lane Chandler : le shérif
- Harry Shannon : Doc Harner
- Marvin Press : Chessy
- Murray Alper : Lloyd
- James Edwards : le noir
- Mike Ragan : l'homme blanc
- Jim Weldon : le conducteur de la dépanneuse
- Richard Newton : le conducteur du camion
- Aaron Spelling : le premier homme
- Harry Landers : le second homme
- Elzie Emanuel : le troisième homme
- Ralph Peters
- Alfred Hitchcock : présentation